# Агенор
Вижте пояснителната страница за други значения на Агенор.
Агенор (на гръцки: Ἀγήνωρ – „героичен“, „мъжествен“) е финикийски цар, историческа фигура, както и герой от древногръцката митология, баща на Европа и Кадъм от Телефаса.
Агенор е син на Либия и Посейдон и брат-близнак на египетския цар Бел. Прадядо на Персей. Легендата разказва, че Зевс толкова много харесал дъщерята на Агенор, Европа, че я отвлякъл. Агенор веднага след това изпраща тримата си сина да я търсят, като им казва да не се връщат без нея. Тъй като те не я намират, нито един от тях не се завръща обратно. Те се заселват по нови места.
Агенор е живял някъде около 2000 г. пр. Хр.